# Indonesische parlementsverkiezingen 1977
De parlementsverkiezingen in Indonesië in 1977 waren verkiezingen in Indonesië voor de Volksvertegenwoordigingsraad. Zij vonden plaats op 2 mei 1977. Na de vorige verkiezingen in 1971 waren alle oppositiepartijen onder druk van president Soeharto gefuseerd in twee partijen: de islamitische Verenigde Ontwikkelingspartij (PPP) en de nationalistische, niet-islamitische Indonesische Democratische Partij (PDI). Bij de verkiezingen in 1977 deden daardoor alleen deze twee partijen mee, naast de beweging van Soeharto zelf: Golkar. Zoals alle verkiezingen in de periode van Soeharto's Nieuwe Orde tussen 1966 en 1998 won Golkar de verkiezingen met een ruime meerderheid.
De verkiezingen van 1977 werden gehouden tijdens de regeerperiode van het Ontwikkelingskabinet II. Na de verkiezingen werd het Ontwikkelingskabinet III gevormd. Praktisch gezien veranderde er weinig, met Soeharto en Golkar blijvend aan de macht.

## Uitslagen
| Partij | Partij                                  | Stemmen    | Percentage | Zetels | +/- |
| ------ | --------------------------------------- | ---------- | ---------- | ------ | --- |
|        | Golkar                                  | 39.750.096 | 62,11      | 232    | 4   |
|        | Verenigde Ontwikkelingspartij (PPP)     | 18.743.491 | 29,29      | 99     | 5   |
|        | Indonesische Democratische Partij (PDI) | 5.504.757  | 8,60       | 29     | 1   |